# Alexandre Borges
Alexandre Borges Corrêa (n. 23 februarie 1966, Santos, São Paulo, Brazilia) este un actor brazilian.

## Filmografie

### Televiziune
- 1993 - Guerra sem Fim.... Cacau
- 1994 - Incidente em Antares.... Padre Pedro Paulo
- 1995 - Engraçadinha... Seus Amores e Seus Pecados.... Luís Cláudio
- 1995 - A Próxima Vítima.... Bruno Biondi
- 1996 - Quem É Você?.... Afonso
- 1997 - Joana e Marcelo, Amor à Primeira Vista.... Marcelo
- 1997 - Zazá.... Solano Dumont
- 1998 - Torre de Babel.... Ronaldo Mendes
- 1998 - Pecado Capital.... Nélio Porto Rico
- 1999 - Joana e Marcelo, Amor que Fica.... Marcelo
- 1999 - Mulher.... João Pedro
- 2000 - A Muralha.... Dom Guilherme Shetz
- 2000 - Laços de Família.... Danilo Albuquerque
- 2001 - As Filhas da Mãe.... Leonardo Brandão
- 2002 - Joana e Marcelo, Amor (Quase) Perfeito.... Marcelo
- 2002 - O Beijo do Vampiro.... Rodrigo
- 2003 - Celebridade.... Cristiano Reis
- 2004 - O Pequeno Alquimista.... Aderbal
- 2005 - Belíssima.... Alberto Sabatini
- 2007 - Amazônia, de Galvez a Chico Mendes.... Plácido de Castro
- 2007 - Desejo Proibido.... Dr. Escobar
- 2008 - Três Irmãs.... Artur Áquila
- 2009 - Caminho das Índias.... Raul Cadore / Humberto Cunha
- 2010 - Ti Ti Ti.... Jacques Leclair / André Spina
- 2012 - Avenida Brasil.... Cadinho (Carlos Eduardo de Souza Queirós/Dudu)

## Cinema
- 1991 - Paixão Cigana
- 1992 - Sangue, Melodia
- 1993 - Estado de Espírito
- 1994 - Mil e Uma.... Antônio
- 1996 - Tudo Cheira a Gasolina ....
- 1996 - Terra Estrangeira.... Miguel
- 1997 - Mangueira - Amor à Primeira Vista.... Marcelo
- 1997 - Glaura
- 1998 - Traição.... Marido
- 1998 - Amor & Cia..... Machado
- 1999 - Amor que Fica.... Marcelo
- 1999 - Um Copo de Cólera
- 1999 - Até que a Vida nos Separe.... João
- 2000 - Deus Jr.
- 2000 - Bossa Nova.... Acácio
- 2001 - Nelson Gonçalves.... Nelson Gonçalves
- 2001 - Garota do Rio
- 2001 - O Invasor.... Gilberto / Giba
- 2002 - Joana e Marcelo, Amor (Quase) Perfeito.... Marcelo
- 2002 - As Três Marias
- 2003 - Acquária.... Bártok
- 2004 - Pato com Laranja
- 2005 - Nanoilusão
- 2006 - Balada das Duas Mocinhas de Botafogo.... Father
- 2006 - Zuzu Angel.... Fraga
- 2006 - Gatão de Meia Idade.... Cláudio
- 2008 - Adagio Sostenuto.... José Morelli
- 2008 - Plastic City....
- 2011 - Retrato Falhado.... Delegado Araújo
- 2014 - Mr. Peabody and Sherman.... Mr. Peabody (voice)
- 2014 - Getúlio.... Carlos Lacerda
- 2015 - Happily Married (Bem Casados).... Heitor